# FK Sloga Petrovac na Mlavi
Maillots
Dernière mise à jour : 23 avril 2022.
Le Fudbalski Klub Sloga Petrovac na Mlavi (en serbe : Фудбалски Клуб Слога Петровац на Млави), plus couramment abrégé en Sloga Petrovac na Mlavi, est un club serbe de football fondé en 1933 et basé dans la ville de Petrovac na Mlavi.
Le club joue actuellement en 2e division serbe.

## Personnalités du club

### Présidents du club
- Milorad Đorđević
- Dejan Živanović

### Entraîneurs du club
- Aleksandar Petaković
- Zoran Govedarica
- Dragan Nedinić